# Організація Чорноморського економічного співробітництва
Організація Чорноморського економічного співробітництва (англ. Organization of Black Sea Economic Cooperation — BSEC) — субрегіональне об'єднання 12 країн Чорноморського регіону (Азербайджан, Албанія, Болгарія, Вірменія, Греція, Грузія, Молдова, Україна, Румунія, Сербія, Туреччина, а також  Росія). З 1992 до 1998 називалася просто «Чорноморське Економічне Співробітництво» — ЧЕС, причому ця абревіатура так і закріпилася в засобах масової інформації і офіційних документах. Організація була створена з метою тісного економічного співробітництва країн-учасниць, вільного пересування товарів, капіталів, послуг і робочої сили і інтеграція економік цих країн в світову економічну систему.
Штаб-квартира організації розташована в Стамбулі.

## Історія становлення
У 1990 р. президент Туреччини Тургут Озал виступив з ініціативою створення «Чорноморської зони процвітання і співпраці» за участю СРСР, Туреччини, Румунії і Болгарії. У 1992 р. підписано перший документ про утворення цієї організації — Стамбульська декларація 1992 р. «Про Чорноморське економічне співробітництво», який підписали Росія, Туреччина і Україна, Вірменія, Грузія, Азербайджан, Молдова, Румунія, Греція, Болгарія та Албанія.
В перші ж роки існування ЧЕС виникли проблеми з реалізацією поставлених завдань. Не вистачало фінансових ресурсів. Хоча в Стамбульській декларації заявлялося про необхідність створення Чорноморського банку торгівлі і розвитку (ЧБТР), фактично робота з його створення почалася лише в 1995, коли ЄС виділив 250 тис. ЕКЮ на розробку бізнес-плану банку. Угода про створення ЧБТР, підписана і ратифікована всіма учасниками, набрала чинності 24 січня 1997 р. Статутний капітал ЧБТР — 1,35 млрд. $.
Стратегія розвитку нового об'єднання розроблялася в ході самітів, що проходили в Бухаресті (червень 1995), Москві (жовтень 1996) і Ялті (червень 1998). У Ялті відбулось офіційне закріплення терміну «Організація» і був підписаний Статут ОЧЕС, після чого вона отримала статус міжнародної регіональної організації. Україна ратифікувала Статут Організації 19 березня 1999 року.
14 лютого 2008 року у Києві під час зустрічі міністрів закордонних справ країн ОЧЕС та Трійки ЄС було розпочато нову програму — Чорноморська синергія.
З метою прийняття міжнародного та національного законодавства, необхідного для реалізації рішень, що приймаються главами держав та урядів або міністрами закордонних справ країн-членів ОЧЕС у 1993 році було створено Парламентську асамблею Організації Чорноморського економічного співробітництва.

## Організаційна структура
Умовно виділяються чотири компоненти організаційної структури ОЧЕС:
- урядовий (самміти і сесії Ради міністрів закордонних справ);
- підприємницький (Ділова рада ЧЕС — орган координації підприємницьких ініціатив);
- фінансовий (Чорноморський банк торгівлі і розвитку);
- академічний (утворюється єдина регіональна академічна мережа держав Чорноморського басейну, яку передбачається об'єднати з відповідними європейськими мережами).

ЧЕС — це організація, яка представляє виконавчу гілку влади країн-учасниць. У ЧЕС є рада вищих посадових осіб, періодично збираються президенти, прем'єр-міністри і міністри закордонних справ, є виконавчий орган в Стамбулі. Першочергове завдання ЧЕС — розвиток економічного співробітництва в регіоні Чорного моря, просування різних спільних інтеграційних проектів від глобальних, починаючи з регіональної «зони вільної торгівлі» до дрібніших — таких як транспортний коридор, так звана кільцева навколо Чорного моря, а також різні енергетичні проекти: «блакитний потік», транспортування нафти, електроенергетика.
Ухвалення будь-якого стратегічного рішення Радою вищих посадових осіб, що стосується транспорту, торгівлі, енергетики, передбачає зміну законодавства. Створення зони вільної торгівлі передбачає вільне переміщення не лише товарів і послуг, але і капіталів і робочої сили, що передбачає необхідність гармонізації законів в кожній країні-учасниці ОЧЕС. Для цього існує Парламентська Асамблея ЧЕС (ПАЧЕС).
В 1999 р. почав працювати Чорноморський Банк торгівлі і розвитку (ЧБТР), що заявив про готовність фінансувати програми розвитку підприємництва в трьох південних суб'єктах Російської Федерації (Ставропольський і Краснодарський краї, Ростовська область).

## Значимість
Туреччина і Україна надають особливе значення ОЧЕС як організації, яка підвищує їх статус в переговорах про майбутній можливий вступ до ЄС. Росія не ставить перед собою такі цілі, проте, як і інші учасники, зацікавлена в забезпеченні своєї участі в проєктах, які стосуються розвитку спільного ринку енергоносіїв, транспортної інфраструктури, прикордонної співпраці і т. д.
Населення країн, що входять до ОЧЕС становить більше 330 млн чол. Регіон багатий на ресурси, має потужну виробничу базу, кваліфіковану робочу силу. Статус спостерігачів мають Франція, Німеччина, Австрія, Єгипет, Ізраїль, Італія, Польща, Словаччина, Туніс, а також такі міжнародні організації, як Конференція енергетичної хартії, Чорноморський клуб. ОЧЕС співпрацює з Євросоюзом та організаціями Балтійського регіону.
Одна з принципових відмінностей від інших регіональних інтеграційних угрупувань (СНД, ГУАМ, ЄврАзЕС) — ОЧЕС об'єднує країни, залучені до інших інституційно міцно розвинених міжнародних структур. Європейський Союз, НАТО — це організації, членство в яких є прагненням багатьох країн, що є членами Організації Чорноморського Економічного Співробітництва. Греція з 1 січня 1981 року стала членом ЄС. Тому ОЧЕС сконцентрована цілком і повністю на економічному аспекті інтеграції, не розпилявши свою увагу і ресурси на сфери політики й оборони. Зокрема, це пов'язано з тим, що низка країн має взаємні територіальні претензії. Проте економічні інтереси, чорноморська ідентичність надають позитивну об'єднувальну дію на стосунки цих держав. Іншою особливістю ЧЕС порівняно з іншими субрегіональними угрупуваннями є те, що в основу майбутньої діяльності було поставлено не торговельну, а виробничу співпрацю. Це знайшло своє вираження в галузевому підході до розв'язання загальних економічних проблем регіону.

## Країни

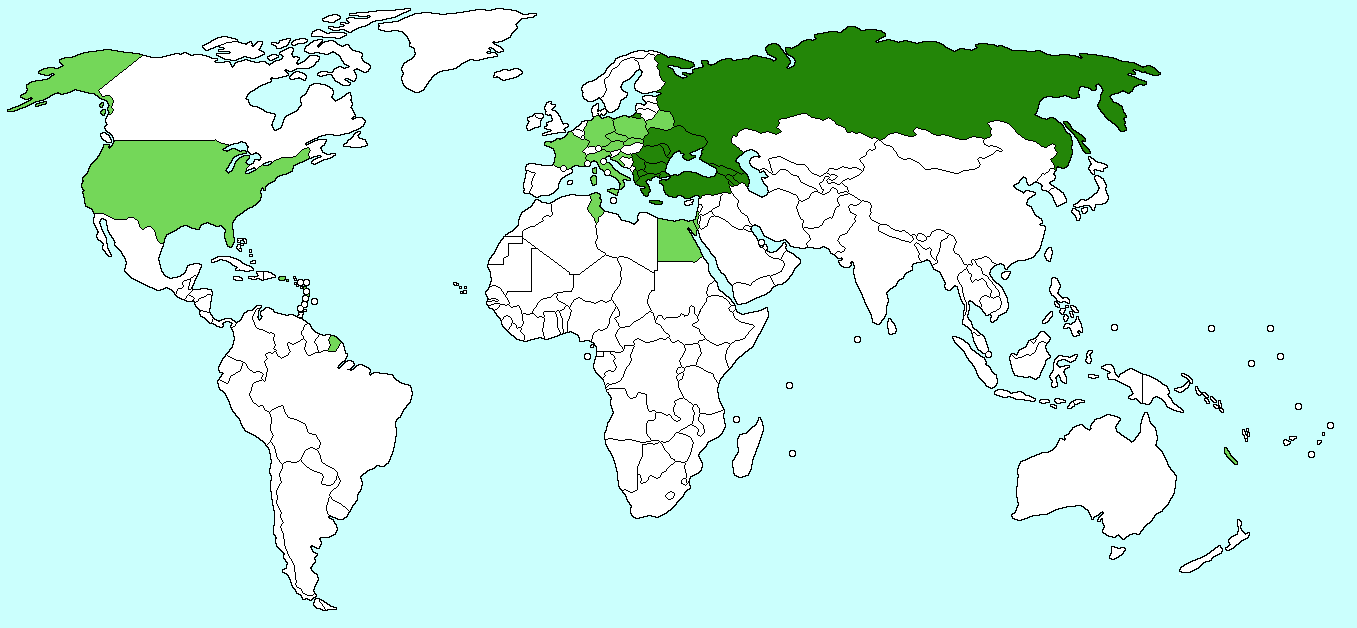
Організація Чорноморського економічного співробітництва:
країни-учасниці
країни-спостерігачі

### Учасники
- Албанія
- Азербайджан
- Болгарія
- Вірменія
- Греція
- Грузія
- Молдова
- Росія
- Румунія
- Сербія
- Туреччина
- Україна (голова)

### Спостерігачі
- Австрія
- Білорусь
- Єгипет
- Ізраїль
- Італія
- Німеччина
- Польща
- Словаччина
- США
- Туніс
- Франція
- Хорватія
- Чехія

### Кандидати на членство
- Кіпр
- Чорногорія

## Представники України в організації
1. Моцик Олександр Федорович (2.09.1999, № 1112/99 — 5.03.2004, № 287/2004)
2. Кириченко Микола Миколайович (5.03.2004, № 288/2004 — 31.01.2006, № 82/2006)
3. Пузирко Володимир Михайлович (7.03.2006, № 205/2006 — 27.04.2010, № 575/2010)
4. Яременко Богдан Васильович (2.06.2010, № 661/2010 — 27.12.2013, № 711/2013)
5. Боднар Василь Миронович (11.03.2015, № 89/2016[4] — 27.07.2017, № 201/2017[5].)
6. Гаман Олександр Віталійович (27.07.2017, № 202/2017[6])